# Dysphaea basitincta
Dysphaea basitincta – gatunek ważki z rodziny Euphaeidae.